# Giáo hoàng Biển Đức XV
Giáo hoàng Biển Đức XV (tiếng Latinh: Benedictus PP. XV, tiếng Ý: Benedetto XV; 21 tháng 11 năm 1854 - 22 tháng 1 năm 1922) tên khai sinh: Paolo Giacomo Giovanni Battista della Chiesa, là giáo hoàng thứ 258 của Giáo hội Công giáo Rôma từ ngày 3 tháng 9 năm 1914 đến ngày 22 tháng 1 năm 1922, kế vị giáo hoàng Piô X (1903 - 1914). Triều đại của ông phần lớn bị bao phủ bởi Chiến tranh Thế giới thứ nhất; khi ấy, ông đã tuyên bố tính trung lập của Tòa Thánh.
Lịch sử Giáo hội Công giáo trong thời Giáo hoàng Bênêđíctô XV gắn liền với một thảm họa lớn đã càn quét châu Âu trong thời kỳ này: Đại chiến Thế giới I. Giáo hoàng Bênêđíctô đã giữ thái độ trung lập chính trị và cực lực lên án các lạm dụng của bất cứ phe phái nào, một cách công khai hay riêng tư, bất cứ khi nào ông nhận thấy.

## Trước khi thành giáo hoàng
Giáo hoàng Benedictus XV sinh ngày 21.11.1854 tại Genua, Ý tên gọi là Marquese Giacomo della Chiesa. Ông sinh ra trong một gia đình thuộc giới quý tộc xưa của Lombardi, miền bắc nước Italia hiện đại. 

### Trở thành linh mục
Sau những học tập cổ điển ông vào phân khoa luật của Gêné năm 1871.
Năm 1875 ông đậu bằng tiến sĩ về luật học và lúc đó mới theo ơn gọi học thần học và học trường ngoại giao Tòa Thánh.
Trong thời gian học tập, không khí chống giáo sĩ đã đẩy ông đến chỗ dấn thân vào Công giáo tiến hành mà ông là chủ tịch của phân khu địa phương. Ông tiếp tục phần chuyên môn nghiệp vụ của mình ở học viện Capranica Rôma chuyên về đào tạo các giáo sĩ trẻ.
Ông được thụ phụ phong linh mục ngày 21 tháng 12 năm 1878 ở Vương cung thánh đường thánh Gioan Latran. Năm 1879, ông vào Viện hàn lâm các quý tộc giáo hội.
Năm sau, ông đạt được bằng tiến sĩ giáo luật. Trong khi dạy ngoại giao ở viện hàn lâm, ông quen hồng y Rampolla và vị này trở thành người che chở ông. Ông đi theo vị này với vai trò là khâm sứ ở Tây Ban Nha.
Năm 1887, Rampolla làm tổng trưởng ngoại giao, Della Chiesa trở thành người soạn thảo các chương trình. Kinh nghiệm này đã giúp ông có được nhiều hiểu biết về guồng máy của giáo triều Rôma.

### Giám mục và hồng y
Năm 1901, ông được bổ nhiệm làm thẩm phán thay biện lý của Phủ quốc vụ khanh Tòa thánh, rồi ông được thăng chức Giám mục cho giáo phận Bologna vào ngày 16.12.1907 và được tấn phong Hồng y vào ngày 25.5.1914. Ông nhận mũ hồng y linh mục của Vương cung thánh đường Bôn thánh đội mũ triều thiên (Santi Quattro Coronati).

## Giáo hoàng

### Cơ mật viện
Năm 1914, những ngày đầu của Chiến tranh thế giới lần thứ nhất, Giáo hoàng Piô X băng hà. Trong cơ mật viện, hai phe đối lập nhau là "phe các Piô" do các chức sắc thân cận của Giáo hoàng quá cố (Merry del Val, De Lai, Lafontaine) dẫn dắt. Phe kia bảo vệ chính sách của Lêô XIII, do Domenico Ferrata và Pietro Gasparri hướng dẫn.
Della Chiesa giữ vai trò ôn hòa. Cuối cùng thì 57 vị Hồng y họp bầu Hồng y Giacomo Della Chiesa lên ngôi Giáo hoàng vào ngày 03.9.1914 sau 3 ngày, qua 10 lần bỏ phiếu, tước vị là Giáo hoàng Benedictô XV.
Đức Hồng y Chiesa khi đó không phải là ứng cử viên sáng giá trong danh sách "papabili", nhưng khi đó ông là Tổng Giám mục thành Bologna là người giữ vai trò ôn hòa và được coi là nhà ngoại giao khéo léo, một khả năng hữu dụng để dẫn dắt Giáo hội trải qua cơn khủng hoảng châu Âu đang phân hóa và khó khăn vì cuộc đại chiến.

### Cai quản giáo hội
Giáo hoàng mới Benedictus XV bắt tay ngay vào việc làm dịu những rối ren của cuộc khủng hoảng thuyết duy tân. Thông điệp đầu tiên Ad Beatissimi ngày 1.11.1914 mời gọi tất cả những ai có thiện chí, nhất là người Công giáo, ngồi vào bàn hội nghị tìm giải pháp tái lập hòa bình Chúa Ki-tô. Phe Sodalitium Pianum (Phe các Piô) bị giải tán năm 1921, hồng y Merry del Val bị thay thế bởi hồng y Ferrata, rồi Gasparri. De Lai vẫn đứng đầu bộ Giám mục, và Merry del Val được bổ nhiệm đứng đầu bộ Thánh vụ.
Năm 1920, ông ban bố thông điệp Spiritus Paraclitus mang lại nhiều khích lệ cho các nhà chú giải Kinh Thánh, cổ vũ các tín hữu đọc Kinh thánh. "Sự đặc miễn hoàn toàn của Kinh thánh đối với mọi sai lầm" vẫn được duy trì. Sách Kinh thánh của Vigouroux bị đặt vào mục lục sách cấm năm 1923, và Lagrange bị cấm xuất bản các công trình về sách Sáng thế. Cũng năm 1920, ngày 23.5 ông công bố thông điệp Pacem Dei munus, ông nói: vì tình thế đã thay đổi và vì tình thân hữu các dân tộc rất cần thiết, Tòa thánh bằng lòng thuyên giảm luật cấm các vua chúa và lãnh tụ Công giáo tới Roma.
Ông công bố bộ Giáo Luật mới năm 1917 (được khởi sự từ năm 1904).

### Chiến tranh thế giới I
Trong cuộc chiến ông dấn thân kêu gọi 2 bên địch thù thương thuyết để tạo dựng hoà bình. Ông cố gắng xoa dịu những đau khổ do cuộc Thế chiến I gây nên và làm trung gian hoà giải các phe phái lâm chiến. Triều đại ông có 14 thông điệp thì 11 thông điệp kêu gọi hòa bình thế giới, lên án chiến tranh và gọi nó là "cuộc tự sát của châu Âu văn minh".

Bởi thế ông được trao tặng danh hiệu: "Giáo hoàng hòa bình". Giáo hoàng đã tố giác đại chiến được thể hiện bằng những hình ảnh mạnh mẽ trong thông điệp Ad beatissimi:
"Khắp nơi, nổi bật lên hình ảnh đau buồn của chiến tranh và có thể nói là không có một tư tưởng nào khác chiếm lĩnh tâm trí con người. Các nước – mạnh nhất và to lớn nhất – lâm vào tình trạng này. Không có gì lạ khi được trang bị những dụng cụ khủng khiếp nhờ các tiến bộ sau cùng của nghệ thuật quân sự họ đã nhằm tiêu diệt lẫn nhau với những biểu hiện man rợ tinh vi. Đổ nát và tàn sát không còn giới hạn nữa: mỗi ngày trái đất này tràn ngập những dòng suối máu mới, phủ đầy những người bị chết và bị thương".
Benedicto XV không đứng về phe nào, nhưng ông gửi đi nhiều thông điệp kêu gọi hòa bình. Tòa thánh đặc biệt cổ vũ những hoạt động nhân đạo như cứu trợ, chăm sóc và trao đổi thương binh. Năm 1917, giữa lúc đôi bên mệt mỏi, ông tình nguyện đứng làm trung gian cho đôi bên gặp gỡ. Thế nhưng các phe tham chiến đều muốn kết thúc những xung đột bằng chiến thắng chứ không phải thỏa hiệp.
Lập trường của Benedict XV là: "Trước tiên, điểm cơ bản là phải thay thế sức mạnh của vũ khí bằng sức mạnh đạo đức của luật pháp, từ đó đưa đến một thỏa thuận công bằng về việc giải trừ binh bị đồng loạt cho cả mọi phía... Sau đó, thay thế quân đội bằng tổ chức trọng tài với chức năng hòa giải theo những quy định được thỏa thuận về những biện pháp chế tài cụ thể với quốc gia nào không chịu chấp hành... Về việc bồi thường thiệt hại, ta không thấy phương thế giải quyết nào bằng nguyên tắc cùng tương trợ lẫn nhau. Việc ấy hợp lý, vì biết bao lợi ích rút ra từ việc giải trừ binh bị".
Giáo hoàng cũng cho phép trợ cấp các nạn nhân chiến cuộc: năm triệu rưỡi tiền Ý của quỹ Giáo hoàng và ba mươi triệu tiền quyên góp của người Công giáo trên thế giới.
Mặc dù Bênêđíctô XV đôi khi bị nghi ngờ và bị chỉ trích bởi các quốc gia có tham dự trong cuộc chiến vì ông từ chối đứng về phe này hay phe kia, nói cho cùng ông đã thi hành nhiều công việc hơn bất cứ một trung gian quốc tế nào để phá vỡ các bức tường thù hận.
Trong khi Léon Bloy đặt tên cho ông là "Pilatô XV" và Clémenceau đặt tên cho ông là "giáo hoàng Đức", thì Ludendendorff lại xem ông là "giáo hoàng Pháp".
Trong bài diễn văn tại hội nghị các hồng y ngày 22 tháng 1 năm 1915, ông giải thích: " Ta bài xích mạnh mẽ mọi sự bất công của bất cứ bên nào có thể đã phạm, nhưng làm cho thẩm quyền giáo hoàng liên lụy vào những mối tranh chấp riêng của những kẻ tham chiến thì chắc chắn không phải thích hợp, cũng không phải là hữu ích".
Chính sách hòa bình của Vatican đã khiến cho tòa thánh bị gạt ra ngoài khi ký hiệp ước Versailles. Thế nhưng Benedictus đã đạt đực sự thừa nhận quy chế siêu quốc gia của Tòa thánh (điều 238). Nhưng Giáo hoàng tỏ ra rất bi quan về việc giải quyết những xung đột. Trong thông điệp Pacem, Dei munus pulcherrimum (Hòa bình, món quà đẹp nhất của Thiên Chúa) ngày 23 tháng 5 năm 1920, ông ghi nhận rằng hiệp ước đã không "nhổ tận gốc rễ những mầm mống của những bất hòa xưa".

### Truyền giáo
Ông kêu mời các vị thừa sai tích cực lo việc truyền giáo qua thông điệp Maximum illud (ngày 30-11-1919). Thông điệp này của ông nói về các xứ truyền giáo và về hàng giáo sĩ bản xứ, ông đã kêu mời các vị thừa sai hãy tách rời hoạt động tông đồ của mình khỏi ảnh hưởng chính trị của nước quê hương mình và thẳng thắn phê phán các thừa sai "đã quên chức năng của mình, lo cho lợi ích quốc gia mình hơn là Nước Trời... Thái độ đó giống như bệnh dịch trong việc Tông đồ".
Ông kêu gọi lương tâm trách nhiệm các thừa sai phải giới thiệu những Giám mục "bản xứ". Ông nêu lên việc cần gấp hàng giáo sĩ địa phương: "(...) Còn một điểm mà tất cả những vị lãnh đạo việc truyền giáo có bổn phận phải để tâm chú ý đặc biệt. Đó là việc tuyển mộ và huấn luyện hàng giáo sĩ bản xứ (...). Các Giáo hoàng nài nỉ điều này để tránh xảy ra tình trạng đáng trách. Có những nơi, đạo Công giáo đã du nhập từ nhiều thế kỷ, thế mà tại đó, vẫn chỉ có hàng giáo sĩ bản xứ hoàn toàn phụ thuộc."
Cũng có nhiều dân tộc đã sớm được ánh sáng Tin Mừng soi chiếu, đã thoát khỏi đời sống man rợ để vươn lên đời sống văn minh, đã sản sinh ra những nhân vật nổi tiếng, trong các lãnh vực nghệ thuật và khoa học, thế mà vẫn chưa thành công (sau nhiều thế kỷ hoạt động bác ái từ thiện của Phúc Âm và Giáo hội), để làm phát sinh những Giám mục và linh mục có uy tín đối với những người đồng hương. Người ta phải nhận ra rằng, có cái gì thiếu sót hay sai lầm trong việc huấn luyện hàng giáo sĩ hoạt động truyền giáo (...). 
"Nỗi buồn của ta thật to lớn khi thấy trong những năm gần đây, ngành báo chí có những chủ biên tỏ ra ít hăng say với Nước Chúa so với những quyền lợi riêng cho nước họ. Điều làm cho ta ngạc nhiên, đó là họ không còn chút bận tâm để thấy rằng, thái độ như thế có thể làm cho tâm hồn lương dân xa lìa tôn giáo."
(...) Một vị thừa sai Công giáo, không phải là một thừa sai của nước mình, mà phải là vị thừa sai của Chúa Kitô, các vị phải cư xử cách nào, để những ai đến gặp các vị lần đầu tiên, luôn thấy rõ ràng các vị là thừa tác viên của một tôn giáo không xa lạ đối với bất cứ đất nước nào. Bởi vì, tôn giáo này ôm ấp tất cả những ai "thờ phượng Thiên Chúa trong tinh thần và trong chân lý " và bởi vì trong tôn giáo này, "không còn phân biệt Hy Lạp hay Do thái, cắt bì hay không cắt bì, dân mọi rợ hay dân Xythar, nô lệ hay tự do nữa, song chỉ có Chúa Kitô là tất cả và ở trong mọi người " (Col 3,11). (Trích Le Siège apostolique et les Missions, I trang 34 tt.)

### Cách mạng Nga 1917
Năm 1917, cuộc Cách mạng Tháng Mười thắng lợi ở nước Nga, đã đưa đảng Bolshevik của Vladimir Ilyich Lenin lên cầm quyền, đánh dấu sự khởi đầu của chế độ cộng sản ở Nga: khai sinh Liên bang Cộng hòa Xã hội Chủ nghĩa Xô viết (1922).
Mặc dù Giáo hội Công giáo không mạnh mẽ lên án chủ thuyết này cho đến khi bắt đầu cảm thấy hậu quả của nó, vào khoảng đầu năm 1878, Giáo hoàng Lêô XIII nhìn thấy trước sự nguy hiểm của chủ thuyết cộng sản khi ông gọi lý thuyết của Karl Marx là "căn bệnh hiểm nghèo lọt vào xã hội loài người chỉ để làm hư nát." Sứ điệp Fatima nói rằng phương cách duy nhất khiến chủ thuyết cộng sản tan rã là qua sự cầu nguyện của Kitô hữu, chứ không phải sức mạnh quân sự.
Nhờ sự khéo léo và tế nhị của vị Giáo hoàng có biệt tài ngoại giao này, nước Ý sau chiến tranh đã xích lại gần Tòa thánh hơn. Hồng y Gasparri, lúc kết thúc đại chiến đã cố gắng nối lại các quan hệ giữa tòa thánh và các dân tộc. Số các quốc gia có đại diện ở Vatican tăng lên. Nước Pháp nối lại bang giao với Toà Thánh (1920),  năm 1921 Giáo hoàng ban cho Nhà nước Pháp được quyền giám sát các việc bổ nhiệm Giám mục và Giáo Hoàng Bênêđitô XV đã phong thánh cho thánh nữ Jeanne d'Arc vào ngày 16 tháng 5 năm 1920 và lập lễ Thánh Gia Thất.
Ông qua đời vào năm 1922 sau cơn bệnh sưng phổi.